# MYSecurityCenter
MYSecurityCenter Ltd. (ofte forkortet MSC) er en virksomhed, der producerer sikkerheds- og optimeringssoftware til personlige computere. Virksomheden blev grundlagt af Janus Rægaard Nielsen i 2003, og har i dag kontorer i adskillige europæiske lande. Virksomheden har sit juridiske hovedsæde på Cypern. MYSecurityCenter har på tværs af 15 aktive markeder over 17 millioner brugere, hvoraf over 500.000 er betalende abonnenter[kilde mangler].

## Produkter
MYSecurityCenter markedsfører en række programmer til Microsoft Windows-baserede computere. Fælles for alle produkterne er at alle funktioner styres fra et kontrolpanel, hvor brugeren kan justere forskellige indstillinger og overvåge sit system.

## Tidslinje
- 2003 – MYSecurityCenter grundlægges
- 2005 – Man når 100.000 betalende kunder[kilde mangler]
- 2011 – MYSecurityCenter skifter det problematiske samarbejde med Computer Associates ud med Bitdefender

## Kritik
MYSecurityCenter blev i 2010 anmeldt på den danske hjemmeside spywarefri.dk. Anmeldelsen var yderst negativ over for både virksomhedens forretningsmetoder og et af produkterne, sikkerhedsprogrammet MYInternetSecurityPLUS.
Firmaet følte sig udsat for en smædekampagne, og valgte efterfølgende at tage personen bag anmeldelsen i fogedretten. Her endte det med et forlig, der blandt andet betød, at den pågældende anmeldelse af MYSecurityCenter ikke måtte vises på spywarefri.dk.
Personen bag anmeldelsen, der indgik forlig med MYSecurityCenter, mener at han ved en eventuel retssag sandsynligvis ville være blevet dømt for overtrædelse af markedsføringsloven. Han var, ud over at være anmelder på spywarefri.dk, også indehaver at et firma, der solgte sikkerhedssoftware på hjemmesiden spywarefri-shop.dk.